# Philip Hindes
Philip Hindes MBE (Krefeld, Rin del Nord-Westfàlia, 22 de setembre de 1992) és un ciclista britànic especialista en pista. Ha guanyat una medalla d'or als Jocs Olímpics de 2012, en la prova de Velocitat per equips. Quatre anys més tard, als Jocs Olímpics de Rio, va tornar a repetir el triomf en la mateixa prova.
Hindes, és fill de mare alemanya i pare d'un militar britànic que estava servint a Alemanya. En època júnior va estar representant aquest país, fins que es va moure definitivament al Regne Unit. Va adquirir la doble nacionalitat, i el COI li va permetre competir sota bandera britànica.

## Palmarès
- 2012
  -  Medalla d'or als Jocs Olímpics de Londres en Velocitat per equips (amb Chris Hoy i Jason Kenny)
- 2014
  -  Campió del Regne Unit en Velocitat per equips (amb Callum Skinner i Jason Kenny)
- 2015
  -  Campió del Regne Unit en Velocitat per equips (amb Matthew Crampton i Jason Kenny)
- 2016
  -  Medalla d'or als Jocs Olímpics de Rio de Janeiro en Velocitat per equips (amb Callum Skinner i Jason Kenny)

### Resultats a laCopa del Món en pista
- 2014-2015
  - 1r a Guadalajara, en Velocitat per equips
- 2015-2016
  - 1r a Hong Kong, en Velocitat per equips